# Contrassegno di sicurezza svizzero

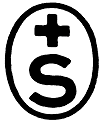
Contrassegno di sicurezza S+

Il contrassegno di sicurezza svizzero è un marchio assegnato ad apparecchi elettrici con il quale si attesta il collaudo e l'attenta sorveglianza del mercato che contraddistingue prodotti sicuri e privi di interferenze. Questi apparecchi elettrici rispettano le norme in materia della sicurezza elettrica e compatibilità elettromagnetica.

## Utenti
Gli utenti del contrassegno facoltativo di sicurezza sono i progettisti, i fabbricanti e i distributori di manufatti elettrici di ogni tipo, (secondo l'ordinanza dei prodotti sulla bassa tensione "OPBT"), il tempo libero, l'artigianato, l'industria o il settore dei servizi. I prodotti elettrici destinati al consumatore finale e i componenti destinati ad ulteriore lavorazione, devono soddisfare i requisiti previsti dall'ordinanza OPBT per poter ottenere l'autorizzazione per il contrassegno di sicurezza svizzero. Anche il rispetto delle disposizioni relative alla conformità della compatibilità elettromagnetica (CEM) è parte integrante di tali requisiti.
Versione italiana: Ispettorato federale degli impianti a corrente forte
Versione tedesca: Eidgenössisches Starkstrominspektorat
Versione francese: Inspection fédérale des installations à courant fort
Versione inglese: Federal Inspectorate for Heavy Current Installations

## Chi lo rilascia
Il contrassegno di sicurezza svizzero viene concesso solo dall'Ispettorato federale degli impianti a corrente forte in base a rapporti d'esame o a certificati di conformità, rilasciati da laboratori di controllo accreditati. In alternativa possono essere presentati certificati internazionali quali CB e il CCA con i relativi rapporti d'esame.

## Documenti necessari
Conformemente al capoverso 3,art. 12 e 13 dell'Ordinanza sui prodotti elettrici a bassa tensione (OPBT), per ottenere il contrassegno di sicurezza svizzero è necessaria la seguente documentazione:
- Sicurezza elettrica 
  - Certificato di conformità o rapporto d'esame di una stazione di prova CCA/CB/EAL, accreditata secondo la serie ISO/IEC 17000 e EN 45000, concernente l'esame della sicurezza tecnica conforme le norme internazionali En/IEC (in lingua ufficiale svizzera o in inglese)
  - Rapporto d'esame sulle differenze svizzere
- CEM (compatibilità elettromagnetica)
  - Una dichiarazione di conformità (redatta in una lingua ufficiale svizzera o in inglese) che dice, che il prodotto corrisponde pienamente alle norme internazionali in oggetto EN/CISPR/IEC concernenti la protezione aniradiodisturbi, le reazioni sulla rete, l'immunità ed i campi elettromagnetici su persone oppure un rapporto d'esame di una stazione di prova CCA7CB/EAL rispettivamente svizzera come Electrosuisse SEV oppure straniera accreditata secondo ISO 17025 sulla protezione antidisturbi, reazioni sulla rete, immunità ed i campi elettromagnetici su persone conforme le norme internazionali EN/CISPR/IEC.
- Documentazione supplementare
  - Dichiarazione d'identità (una conferma che il prodotto tipo... è conforme al campione di prova con il certificato/rapporto d'esame n°...)
  - Indicazioni sulla spina svizzera
  - Lista dei componenti con indicazione del produttore nonché eventuali contrassegni di sicurezza esistenti
  - Targhetta delle caratteristiche o di un disegno di essa con il contrassegno di sicurezza svizzero e la denominazione d'origine (nome, luogo e paese del proprietario dell'autorizzazione o una sigla, che viene rilasciata gratuitamente oppure il logo/la scritta della ditta, che viene registrata a pagamento)
  - Le istruzioni d'uso/di montaggio in una lingua ufficiale svizzera
  - Lo schema elettrico, in particolare concernente la parte d'alimentazione elettrica del prodotto
  - La marca commerciale, con la quale il prodotto viene messo in circolazione in Svizzera
  - Foto o prospetto

## Rapporti di conformità o di prova
I rapporti di prova attestano che il prodotto preso in considerazione ha superato determinate prove (norme) di sicurezza elettrica e compatibilità elettromagnetica. Queste prove vengono in genere eseguite da laboratori autorizzati e accreditati (notified body) come Electrosuisse SEV.